# Serbia na Letnich Igrzyskach Olimpijskich 2012
Serbię na Letnich Igrzyskach Olimpijskich 2012 reprezentowało 116 zawodników: 80 mężczyzn i 36 kobiet. Był to trzeci start reprezentacji Serbii na letnich igrzyskach olimpijskich. Reprezentanci Serbii zdobyli 4 medale w tym pierwszy złoty (Milica Mandić), co jest najlepszym dotychczasowym osiągnięciem reprezentacji Serbii w historii startów na letnich igrzyskach olimpijskich.

## Zdobyte medale
| Medal  | Zawodnik | Dyscyplina  | Konkurencja                                    | Rezultat                                                 |
| ------ | --- | ----------- | ---------------------------------------------- | -------------------------------------------------------- |
| Złoto  | Milica Mandić | Taekwondo   | kategoria powyżej 67 kg kobiet                 | w finale pokonała Francuzkę Anne-Caroline Graffe         |
| Srebro | Ivana Maksimović | Strzelectwo | Karabin małokalibrowy trzy postawy 50 m kobiet | 687,5 pkt                                                |
| Brąz   | Slobodan Soro, Aleksa Šaponjić, Živko Gocić, Vanja Udovičić, Dušan Mandić, Duško Pijetlović, Slobodan Nikić, Milan Aleksić, Nikola Rađen, Filip Filipović, Andrija Prlainović, Stefan Mitrović, Gojko Pijetlović | Piłka wodna | turniej mężczyzn                               | w meczu o brązowy medal pokonali zespół Czarnogóry 12:11 |
| Brąz   | Andrija Zlatić | Strzelectwo | Pistolet pneumatyczny 10 mężczyzn              | 685,2 pkt                                                |

## Skład kadry

### Boks
Mężczyźni
| Zawodnik            | Konkurencja | 1/16                | 1/8                | Ćwierćfinał      | Półfinał         | Finał            | Finał   |
| Zawodnik            | Konkurencja | Przeciwnik Wynik    | Przeciwnik Wynik   | Przeciwnik Wynik | Przeciwnik Wynik | Przeciwnik Wynik | Miejsce |
| ------------------- | ----------- | ------------------- | ------------------ | ---------------- | ---------------- | ---------------- | ------- |
| Aleksandar Drenovak | 75 kg       | Marlo Delgado 13-12 | Adem Kılıççı 11-20 | → Nie awansował  | → Nie awansował  | → Nie awansował  | 9.      |

### Judo
Mężczyźni
| Zawodnik           | Konkurencja | 1/32             | 1/16                      | 1/8                        | Ćwierćfinał      | Półfinał         | Pierwsza runda repasaży | Półfinał repasaży | Finał            | Finał   |
| Zawodnik           | Konkurencja | Przeciwnik Wynik | Przeciwnik Wynik          | Przeciwnik Wynik           | Przeciwnik Wynik | Przeciwnik Wynik | Przeciwnik Wynik        | Przeciwnik Wynik  | Przeciwnik Wynik | Pozycja |
| ------------------ | ----------- | ---------------- | ------------------------- | -------------------------- | ---------------- | ---------------- | ----------------------- | ----------------- | ---------------- | ------- |
| Dmitri Gerasimenko | −90 kg      |                  | Kinapeya Kone W 1000-0000 | Asley González P 0002-0011 | → Nie awansował  | → Nie awansował  | → Nie awansował         | → Nie awansował   | → Nie awansował  | 9.      |

### Kajakarstwo
Mężczyźni
| Zawodnik                                                    | Konkurencja | Eliminacje | Eliminacje | Półfinały | Półfinały | Finał A/B        | Finał A/B        | Pozycja |
| Zawodnik                                                    | Konkurencja | Czas       | Pozycja    | Czas      | Pozycja   | Czas             | Pozycja          | Pozycja |
| ----------------------------------------------------------- | ----------- | ---------- | ---------- | --------- | --------- | ---------------- | ---------------- | ------- |
| Marko Novaković                                             | K-1 200m    | 35,212     | 2.         | 36,293    | 3.        | 37,094           | 7. (A)           | 7.      |
| Marko Tomićević                                             | K-1 1000m   | 3:30,693   | 2.         | 3:43,589  | 7.        | 3:30,754         | 2.(B)            | 10.     |
| Milenko Zorić Ervin Holpert Aleksandar Aleksić Dejan Terzić | K-4 1000m   | 3:21,437   | 5.         | 2:56,346  | 7.        | → Nie awansowali | → Nie awansowali | 9.      |

Kobiety
| Zawodniczka                                                      | Konkurencja | Eliminacje | Eliminacje | Półfinały | Półfinały | Finał            | Finał            | Pozycja |
| Zawodniczka                                                      | Konkurencja | Czas       | Pozycja    | Czas      | Pozycja   | Czas             | Pozycja          | Pozycja |
| ---------------------------------------------------------------- | ----------- | ---------- | ---------- | --------- | --------- | ---------------- | ---------------- | ------- |
| Nikolina Moldovan                                                | K-1 200m    | 42,383     | 3.         | 42,394    | 4.        | 45,064           | 3. (B)           | 11.     |
| Nikolina Moldovan Olivera Moldovan                               | K-2 500m    | 1:44,355   | 3.         | 1:43,586  | 4.        | 1:48,941         | 8.(A)            | 8.      |
| Antonia Horvat-Panda Antonija Nađ Renata Major-Kubik Marta Tibor | K-4 500m    | 1:40,756   | 5.         | 1:33,823  | 7.        | → Nie awansowały | → Nie awansowały | 10.     |

### Kolarstwo

#### Kolarstwo szosowe
| Zawodnik    | Konkurencja                    | Czas                    | Pozycja                 |
| ----------- | ------------------------------ | ----------------------- | ----------------------- |
| Ivan Stević | wyścig ze startu wspólnego (m) | 5:46:37                 | 54.                     |
| Gabor Kasa  | wyścig ze startu wspólnego (m) | Przekroczył limit czasu | Przekroczył limit czasu |

### Lekkoatletyka
Mężczyźni
Konkurencje biegowe
| Zawodnik          | Konkurencja        | Eliminacje | Eliminacje | Półfinał | Półfinał | Finał                      | Finał                      |
| Zawodnik          | Konkurencja        | Wynik      | Miejsce    | Wynik    | Miejsce  | Wynik                      | Miejsce                    |
| ----------------- | ------------------ | ---------- | ---------- | -------- | -------- | -------------------------- | -------------------------- |
| Darko Živanović   | maraton            |            |            |          |          | Nie ukończył biegu         | Nie ukończył biegu         |
| Emir Bekrić       | 400 m przez płotki | 49,21      | 2.         | 49,62    | 4.       | → Nie awansował            | → Nie awansował            |
| Predrag Filipović | chód na 20 km      |            |            |          |          | 1:27:22                    | 48                         |
| Nenad Filipović   | chód na 50 km      |            |            |          |          | → Nie ukończył konkurencji | → Nie ukończył konkurencji |

Konkurencje techniczne
| Zawodnik        | Konkurencja    | Kwalifikacje | Kwalifikacje         | Finał                | Finał                |
| Zawodnik        | Konkurencja    | Wynik        | Miejsce              | Wynik                | Miejsce              |
| --------------- | -------------- | ------------ | -------------------- | -------------------- | -------------------- |
| Asmir Kolašinac | pchnięcie kulą | 20,44        | 8.                   | 20,71                | 7.                   |
| Dragutin Topić  | skok wzwyż     | NM           | → Nie sklasyfikowany | → Nie sklasyfikowany | → Nie sklasyfikowany |

| Zawodnik     | Konkurencje   | Konkurencje                | Wyniki            | Punkty                     | Miejsce                    |
| ------------ | ------------- | -------------------------- | ----------------- | -------------------------- | -------------------------- |
| Mihail Dudaš | dziesięciobój | bieg 100 m                 | 10,90             | 883                        | 13.                        |
| Mihail Dudaš | dziesięciobój | skok w dal                 | 7,53              | 942                        | 7.                         |
| Mihail Dudaš | dziesięciobój | pchnięcie kulą             | 13,76             | 714                        | 23.                        |
| Mihail Dudaš | dziesięciobój | skok wzwyż                 | 1,96              | 767                        | 16.                        |
| Mihail Dudaš | dziesięciobój | bieg 400 m                 | → Nie wystartował | → Nie wystartował          | → Nie wystartował          |
| Mihail Dudaš | dziesięciobój | bieg na 110 m przez płotki |                   |                            |                            |
| Mihail Dudaš | dziesięciobój | rzut dyskiem               |                   |                            |                            |
| Mihail Dudaš | dziesięciobój | skok o tyczce              |                   |                            |                            |
| Mihail Dudaš | dziesięciobój | rzut oszczepem             |                   |                            |                            |
| Mihail Dudaš | dziesięciobój | bieg na 1500 m             |                   |                            |                            |
| Mihail Dudaš | dziesięciobój | Finał                      |                   | → Nie ukończył konkurencji | → Nie ukończył konkurencji |

Kobiety
Konkurencje biegowe
| Zawodnik       | Konkurencja | Eliminacje | Eliminacje | Półfinał         | Półfinał         | Finał                 | Finał                 |
| Zawodnik       | Konkurencja | Wynik      | Miejsce    | Wynik            | Miejsce          | Wynik                 | Miejsce               |
| -------------- | ----------- | ---------- | ---------- | ---------------- | ---------------- | --------------------- | --------------------- |
| Marina Munćan  | 1500 m      | 4:11,25    | 11.        | → Nie awansowała | → Nie awansowała | → Nie awansowała      | → Nie awansowała      |
| Ana Subotić    | maraton     |            |            |                  |                  | 2:38:22               | 71.                   |
| Olivera Jevtić | maraton     |            |            |                  |                  | → Nie ukończyła biegu | → Nie ukończyła biegu |

Konkurencje techniczne
| Zawodniczka       | Konkurencja    | Kwalifikacje | Kwalifikacje | Finał            | Finał            |
| Zawodniczka       | Konkurencja    | Wynik        | Miejsce      | Wynik            | Miejsce          |
| ----------------- | -------------- | ------------ | ------------ | ---------------- | ---------------- |
| Tatjana Jelača    | rzut oszczepem | 57,09        | 26.          | → Nie awansowała | → Nie awansowała |
| Dragana Tomašević | rzut dyskiem   | 57,68        | 19.          | → Nie awansowała | → Nie awansowała |
| Ivana Španović    | skok w dal     | 6,41         | 11.          | 6,35             | 11.              |
| Biljana Topić     | trójskok       | 13,66        | 25.          | → Nie awansowała | → Nie awansowała |

### Piłka ręczna
Mężczyźni
- Reprezentacja mężczyzn

| - Darko Stanić - Dragan Marjanac - Ivan Nikčević - Dobrivoje Marković - Rajko Prodanović - Bojan Beljanski - Alem Toskić - Momir Ilić |  | - Žarko Šešum - Momir Rnić - Nikola Manojlović - Dalibor Čutura - Nenad Vučković - Marko Vujin - Ivan Stanković |

Reprezentacja Serbii brała udział w rozgrywkach grupy B turnieju olimpijskiego zajmując w niej 5 miejsce i nie awansując do ćwierćfinału. Ostatecznie reprezentacja Serbii zajęła 9. miejsce w turnieju.
Grupa B
| Drużyna          | M | Mecze | Mecze | Mecze | Bramki | Bramki | Bramki | Pkt |
| Drużyna          | M | W     | R     | P     | +      | –      | +/−    | Pkt |
| ---------------- | - | ----- | ----- | ----- | ------ | ------ | ------ | --- |
| Chorwacja        | 5 | 5     | 0     | 0     | 150    | 109    | +41    | 10  |
| Dania            | 5 | 4     | 0     | 1     | 124    | 129    | −5     | 8   |
| Hiszpania        | 5 | 3     | 0     | 2     | 140    | 126    | +14    | 6   |
| Węgry            | 5 | 2     | 0     | 3     | 114    | 128    | −14    | 4   |
| Serbia           | 5 | 1     | 0     | 4     | 120    | 131    | −11    | 2   |
| Korea Południowa | 5 | 0     | 0     | 5     | 115    | 140    | −25    | 0   |

#### Rozgrywki grupowe
| 29 lipca 201217:15 | Hiszpania          | 26:21(10:14) | Serbia       | Copper Box, Londyn Sędzia: ABRAHAMSEN Kenneth, KRISTIANSEN Arne |
| 29 lipca 201217:15 | Daniel Sarmiento 5 | 26:21(10:14) | Momir Ilić 6 | Copper Box, Londyn Sędzia: ABRAHAMSEN Kenneth, KRISTIANSEN Arne |
| 29 lipca 201217:15 | 5× · 3×            | 26:21(10:14) | 5× · 3×      | Copper Box, Londyn Sędzia: ABRAHAMSEN Kenneth, KRISTIANSEN Arne |

| 31 lipca 201217:15 | Serbia        | 23:31(9:13) | Chorwacja    | Copper Box, Londyn Sędzia: Horáček, Novotný |
| 31 lipca 201217:15 | Marko Vujin 6 | 23:31(9:13) | Ivan Čupić 8 | Copper Box, Londyn Sędzia: Horáček, Novotný |
| 31 lipca 201217:15 | 3× · 4×       | 23:31(9:13) | 4× · 3×      | Copper Box, Londyn Sędzia: Horáček, Novotný |

| 2 sierpnia 201220:30 | Serbia        | 25:26(11:13) | Dania           | Copper Box, Londyn Sędzia: GEIPEL Lars, HELBIG Marcus |
| 2 sierpnia 201220:30 | Marko Vujin 7 | 25:26(11:13) | Mikkel Hansen 7 | Copper Box, Londyn Sędzia: GEIPEL Lars, HELBIG Marcus |
| 2 sierpnia 201220:30 | 7× · 4×       | 25:26(11:13) | 3× · 2×         | Copper Box, Londyn Sędzia: GEIPEL Lars, HELBIG Marcus |

| 4 sierpnia 201212:15 | Korea Południowa | 22:28(10:12) | Serbia                       | Copper Box, Londyn Sędzia: BONAVENTURA Charlotte, BONAVENTURA Julie |
| 4 sierpnia 201212:15 | Jeong Han 6      | 22:28(10:12) | Ivan Nikčević, Alem Toskić 5 | Copper Box, Londyn Sędzia: BONAVENTURA Charlotte, BONAVENTURA Julie |
| 4 sierpnia 201212:15 | 2× · 3×          | 22:28(10:12) | 6× · 3× · 1×                 | Copper Box, Londyn Sędzia: BONAVENTURA Charlotte, BONAVENTURA Julie |

| 6 sierpnia 201210:30 | Węgry          | 26:23(9:11) | Serbia                         | Copper Box, Londyn Sędzia: ABRAHAMSEN Kenneth, KRISTIANSEN Arne |
| 6 sierpnia 201210:30 | Tamás Mocsai 9 | 26:23(9:11) | Momir Ilić, Rajko Prodanović 5 | Copper Box, Londyn Sędzia: ABRAHAMSEN Kenneth, KRISTIANSEN Arne |
| 6 sierpnia 201210:30 | 3× · 4×        | 26:23(9:11) | 4× · 3×                        | Copper Box, Londyn Sędzia: ABRAHAMSEN Kenneth, KRISTIANSEN Arne |

### Piłka wodna
Mężczyźni
- Reprezentacja mężczyzn

| - Slobodan Soro - Aleksa Šaponjić - Slobodan Nikić - Duško Pijetlović - Dušan Mandić - Vanja Udovičić - Živko Gocić |  | - Milan Aleksić - Nikola Rađen - Filip Filipović - Andrija Prlainović - Stefan Mitrović - Gojko Pijetlović |

Reprezentacja Serbii brała udział w rozgrywkach grupy B turnieju olimpijskiego zajmując w niej pierwsze miejsce, awansując do ćwierćfinału. W ćwierćfinale Serbowie pokonali reprezentację Australii awansując do półfinału, w którym ulegli reprezentacji Włoch. W meczu o brązowy medal pokonali drużynę Czarnogóry zdobywając brązowy medal.
Grupa B
| Drużyna           | M | Mecze | Mecze | Mecze | Bramki | Bramki | Bramki | Pkt |
| Drużyna           | M | W     | R     | P     | +      | –      | +/−    | Pkt |
| ----------------- | - | ----- | ----- | ----- | ------ | ------ | ------ | --- |
| Serbia            | 5 | 4     | 1     | 0     | 69     | 38     | +31    | 9   |
| Czarnogóra        | 5 | 3     | 1     | 1     | 54     | 41     | +13    | 7   |
| Węgry             | 5 | 3     | 0     | 2     | 65     | 52     | +13    | 6   |
| Stany Zjednoczone | 5 | 3     | 0     | 2     | 43     | 44     | −1     | 6   |
| Rumunia           | 5 | 1     | 0     | 4     | 48     | 55     | −7     | 2   |
| Wielka Brytania   | 5 | 0     | 0     | 5     | 28     | 78     | −50    | 0   |

#### Rozgrywki grupowe
29 lipca 2012
| Węgry | 10:14 | Serbia |

31 lipca 2012
| Serbia | 21:7 | Wielka Brytania |

2 sierpnia 2012
| Czarnogóra | 11:11 | Serbia |

4 sierpnia 2012
| Serbia | 11:6 | Stany Zjednoczone |

6 sierpnia 2012
| Rumunia | 4:12 | Serbia |

#### Ćwierćfinał
| 8 sierpnia 2012 15:50 CET | Australia | 8:11 | Serbia | Water Polo Arena, Londyn |
|                           |           |      |        |                          |

#### Półfinał
| 10 sierpnia 2012 19:40 CET | Włochy | 9:7 | Serbia | Water Polo Arena, Londyn |
|                            |        |     |        |                          |

#### Mecz o brązowy medal
| 12 sierpnia 2012 | Czarnogóra | 11:12 | Serbia |                          |
| 15:30 CET        |            |       |        | Water Polo Arena, Londyn |

### Pływanie
Mężczyźni
| Zawodnik                                                        | Konkurencja       | Eliminacje | Eliminacje | Półfinał        | Półfinał        | Finał            | Finał            |
| Zawodnik                                                        | Konkurencja       | Czas       | Miejsce    | Czas            | Miejsce         | Czas             | Miejsce          |
| --------------------------------------------------------------- | ----------------- | ---------- | ---------- | --------------- | --------------- | ---------------- | ---------------- |
| Radovan Siljevski                                               | 200m dowolnym     | 1:51,40    | 32.        | → Nie awansował | → Nie awansował | → Nie awansował  | → Nie awansował  |
| Đorđe Marković                                                  | 400m dowolnym     | 3:55,35    | 23.        |                 |                 | → Nie awansował  | → Nie awansował  |
| Čaba Silađi                                                     | 100m klasycznym   | 1:01,95    | 31.        | → Nie awansował | → Nie awansował | → Nie awansował  | → Nie awansował  |
| Ivan Lenđer                                                     | 100m motylkowym   | 52,40      | 19.        | → Nie awansował | → Nie awansował | → Nie awansował  | → Nie awansował  |
| Milorad Čavić                                                   | 100m motylkowym   | 51,90      | 2.         | 51,66           | 3.              | 51,81            | 4.               |
| Velimir Stjepanović                                             | 200m motylkowym   | 1:54,99    | 1.         | 1:55,13         | 4.              | 1:55,07          | 6.               |
| Milorad Čavić Velimir Stjepanović Ivan Lenđer Radovan Siljevski | 4 × 100m dowolnym | 3:18,79    | 13.        |                 |                 | → Nie awansowali | → Nie awansowali |

Kobiety
| Zawodniczka           | Konkurencja     | Eliminacje | Eliminacje | Półfinał         | Półfinał         | Finał            | Finał            |
| Zawodniczka           | Konkurencja     | Czas       | Miejsce    | Czas             | Miejsce          | Czas             | Miejsce          |
| --------------------- | --------------- | ---------- | ---------- | ---------------- | ---------------- | ---------------- | ---------------- |
| Miroslava Najdanovski | 50m dowolnym    | 26,46      | 42.        | → Nie awansowała | → Nie awansowała | → Nie awansowała | → Nie awansowała |
| Miroslava Najdanovski | 100m dowolnym   | 57,45      | 35.        | → Nie awansowała | → Nie awansowała | → Nie awansowała | → Nie awansowała |
| Nađa Higl             | 200m klasycznym | 2:28,38    | 25.        | → Nie awansowała | → Nie awansowała | → Nie awansowała | → Nie awansowała |

### Siatkówka
Mężczyźni
- Reprezentacja mężczyzn

| - Nikola Kovačević - Uroš Kovačević - Bojan Janić - Vlado Petković - Dragan Stanković - Miloš Nikić |  | - Mihajlo Mitić - Milan Rašić - Aleksandar Atanasijević - Saša Starović - Marko Podraščanin - Nikola Rosić |

Reprezentacja Serbii brała udział w rozgrywkach grupy B turnieju olimpijskiego zajmując w niej piąte miejsce i nie awansując do ćwierćfinału. Ostatecznie została sklasyfikowana na 9. miejscu.
| Drużyna | Konkurencja      | Faza grupowa            | Faza grupowa     | Faza grupowa     | Faza grupowa     | Faza grupowa     | Faza grupowa | Ćwierćfinały     | Półfinały        | Finał            | Pozycja |
| Drużyna | Konkurencja      | Przeciwnik Wynik        | Przeciwnik Wynik | Przeciwnik Wynik | Przeciwnik Wynik | Przeciwnik Wynik | Pozycja      | Przeciwnik Wynik | Przeciwnik Wynik | Przeciwnik Wynik | Pozycja |
| ------- | ---------------- | ----------------------- | ---------------- | ---------------- | ---------------- | ---------------- | ------------ | ---------------- | ---------------- | ---------------- | ------- |
| Serbia  | siatkówka halowa | Stany Zjednoczone · 0:3 | Tunezja · 3:1    | Niemcy · 2:3     | Brazylia · 2:3   | Rosja · 0:3      | 5.           | → Nie awansowali | → Nie awansowali | → Nie awansowali | 9.      |

Kobiety
- Reprezentacja kobiet

| - Jovana Brakočević - Ivana Đerisilo - Bojana Živković - Nataša Krsmanović - Brankica Mihajlović - Jovana Vesović |  | - Maja Ognjenović - Stefana Veljković - Milena Rašić - Suzana Ćebić - Sanja Starović - Jelena Blagojević |

Reprezentacja Serbii brała udział w rozgrywkach grupy B turnieju olimpijskiego zajmując w niej szóste miejsce i nie awansując do ćwierćfinału. Ostatecznie została sklasyfikowana na 11. miejscu.
| Drużyna | Konkurencja      | Faza grupowa     | Faza grupowa           | Faza grupowa     | Faza grupowa            | Faza grupowa     | Faza grupowa | Ćwierćfinały     | Półfinały        | Finał            | Pozycja |
| Drużyna | Konkurencja      | Przeciwnik Wynik | Przeciwnik Wynik       | Przeciwnik Wynik | Przeciwnik Wynik        | Przeciwnik Wynik | Pozycja      | Przeciwnik Wynik | Przeciwnik Wynik | Przeciwnik Wynik | Pozycja |
| ------- | ---------------- | ---------------- | ---------------------- | ---------------- | ----------------------- | ---------------- | ------------ | ---------------- | ---------------- | ---------------- | ------- |
| Serbia  | siatkówka halowa | Chiny · 1:3      | Korea Południowa · 1:3 | Turcja · 0:3     | Stany Zjednoczone · 0:3 | Brazylia · 0:3   | 6.           | → Nie awansowały | → Nie awansowały | → Nie awansowały | 11.     |

### Strzelectwo
Mężczyźni
| Zawodnik            | Konkurencja | Kwalifikacje | Kwalifikacje | Finał           | Finał           |
| Zawodnik            | Konkurencja | Wynik        | Pozycja      | Wynik           | Pozycja         |
| ------------------- | ----------- | ------------ | ------------ | --------------- | --------------- |
| Andrija Zlatić      | ppn 60      | 585          | 3.           | 685,2           | brąz            |
| Andrija Zlatić      | pdw 60      | 564          | 3.           | 655,9           | 6.              |
| Damir Mikec         | ppn 60      | 578          | 17.          | → Nie awansował | → Nie awansował |
| Damir Mikec         | pdw 60      | 558          | 16.          | → Nie awansował | → Nie awansował |
| Nemanja Mirosavljev | Kpn 60      | 591          | 30.          | → Nie awansował | → Nie awansował |
| Nemanja Mirosavljev | kdw 60l     | 595          | 10.          | → Nie awansował | → Nie awansował |
| Nemanja Mirosavljev | Kdw 3x40    | 1162         | 23.          | → Nie awansował | → Nie awansował |

Kobiety
| Zawodnik          | Konkurencja | Kwalifikacje | Kwalifikacje | Finał            | Finał            |
| Zawodnik          | Konkurencja | Wynik        | Pozycja      | Wynik            | Pozycja          |
| ----------------- | ----------- | ------------ | ------------ | ---------------- | ---------------- |
| Bobana Veličković | ppn 40      | 385          | 5.           | 483,5            | 7.               |
| Zorana Arunović   | ppn 40      | 379          | 22.          | → Nie awansowała | → Nie awansowała |
| Zorana Arunović   | psp 60      | 583 (49)     | 8.           | 787,3            | 4.               |
| Jasna Šekarić     | psp 60      | 579          | 18.          | → Nie awansowała | → Nie awansowała |
| Andrea Arsović    | kpn 40      | 395          | 15.          | → Nie awansowała | → Nie awansowała |
| Andrea Arsović    | ksp 3x20    | 577          | 27.          | → Nie awansowała | → Nie awansowała |
| Ivana Maksimović  | kpn 40      | 392          | 37.          | → Nie awansowała | → Nie awansowała |
| Ivana Maksimović  | ksp 3x20    | 590          | 2.           | 687,5            | srebro           |

### Taekwondo
Kobiety
| Zawodnik         | Konkurencja | 1/8                   | Ćwierćfinał                    | Półfinał                    | Repesaż 1        | Repesaż 2        | Finał                    | Finał   |
| Zawodnik         | Konkurencja | Przeciwnik Wynik      | Przeciwnik Wynik               | Przeciwnik Wynik            | Przeciwnik Wynik | Przeciwnik Wynik | Przeciwnik Wynik         | Pozycja |
| ---------------- | ----------- | --------------------- | ------------------------------ | --------------------------- | ---------------- | ---------------- | ------------------------ | ------- |
| Dragana Gladović | −57 kg      | Jade Jones 1-15       | → Nie awansowała               | → Nie awansowała            | Mayu Hamada 2-15 | → Nie awansowała | → Nie awansowała         | 7.      |
| Milica Mandić    | +67 kg      | Talitiga Crawley 16-2 | Maria del Rosario Espinoza 6-4 | Anastazja Barysznikowa 11-3 |                  |                  | Anne-Caroline Graffe 9-7 | złoto   |

Mężczyźni
| Zawodnik     | Konkurencja | 1/8              | Ćwierćfinał        | Półfinał         | Repesaż 1        | Repesaż 2        | Finał            | Finał   |
| Zawodnik     | Konkurencja | Przeciwnik Wynik | Przeciwnik Wynik   | Przeciwnik Wynik | Przeciwnik Wynik | Przeciwnik Wynik | Przeciwnik Wynik | Pozycja |
| ------------ | ----------- | ---------------- | ------------------ | ---------------- | ---------------- | ---------------- | ---------------- | ------- |
| Damir Fejzić | −68 kg      | Peter López 5-3  | Martin Stamper 3-8 | → Nie awansował  | → Nie awansował  | → Nie awansował  | → Nie awansował  | 9.      |

### Tenis stołowy
| Zawodnik               | Konkurencja        | Eliminacje       | Runda 1                                              | Runda 2                                              | Runda 3          | 1/8 finału       | Ćwierćfinały     | Półfinały        | Finał            | Finał   |
| Zawodnik               | Konkurencja        | Przeciwnik Wynik | Przeciwnik Wynik                                     | Przeciwnik Wynik                                     | Przeciwnik Wynik | Przeciwnik Wynik | Przeciwnik Wynik | Przeciwnik Wynik | Przeciwnik Wynik | Pozycja |
| ---------------------- | ------------------ | ---------------- | ---------------------------------------------------- | ---------------------------------------------------- | ---------------- | ---------------- | ---------------- | ---------------- | ---------------- | ------- |
| Marko Jevtović         | gra pojedyncza (m) |                  | Jean-Michel Saive 1-4 (3:11, 11:8, 7:11, 6:11, 8:11) | → Nie awansował                                      | → Nie awansował  | → Nie awansował  | → Nie awansował  | → Nie awansował  | → Nie awansował  | 33.     |
| Aleksandar Karakašević | gra pojedyncza (m) |                  |                                                      | Dániel Zwickl 1-4 (10:12, 10:12, 12:10, 8:11, 10:12) | → Nie awansował  | → Nie awansował  | → Nie awansował  | → Nie awansował  | → Nie awansował  | 33.     |

### Tenis ziemny
Kobiety
| Zawodnik        | Konkurencja | 1/32                      | 1/16                       | 1/8                    | Ćwierćfinały     | Półfinały        | Finał            | Finał          |
| Zawodnik        | Konkurencja | Przeciwnik Wynik          | Przeciwnik Wynik           | Przeciwnik Wynik       | Przeciwnik Wynik | Przeciwnik Wynik | Przeciwnik Wynik | Pozycja        |
| --------------- | ----------- | ------------------------- | -------------------------- | ---------------------- | ---------------- | ---------------- | ---------------- | -------------- |
| Ana Ivanović    | singel      | Christina McHale 6:4, 7:5 | Elena Baltacha 6:4, 7:6(4) | Kim Clijsters 3:6, 4:6 | → Nie awansowała | → Nie awansowała | → Nie awansowała | Miejsca 9-16.  |
| Jelena Janković | singel      | Serena Williams 3:6, 1:6  | → Nie awansowała           | → Nie awansowała       | → Nie awansowała | → Nie awansowała | → Nie awansowała | Miejsca 33-64. |

Mężczyźni
| Zawodnik                        | Konkurencja | 1/32                           | 1/16                                         | 1/8                                            | Ćwierćfinały                                 | Półfinały            | Finał                          | Finał          |
| Zawodnik                        | Konkurencja | Przeciwnik Wynik               | Przeciwnik Wynik                             | Przeciwnik Wynik                               | Przeciwnik Wynik                             | Przeciwnik Wynik     | Przeciwnik Wynik               | Pozycja        |
| ------------------------------- | ----------- | ------------------------------ | -------------------------------------------- | ---------------------------------------------- | -------------------------------------------- | -------------------- | ------------------------------ | -------------- |
| Novak Đoković                   | singel      | Fabio Fognini 6:7(7), 6:2, 6:2 | Andy Roddick 6:2, 6:1                        | Lleyton Hewitt 4:6, 7:5, 6:1                   | Jo-Wilfried Tsonga 6:1, 7:5                  | Andy Murray 5:7, 5:7 | Juan Martin del Potro 5:7, 4:6 | Miejsce 4.     |
| Janko Tipsarević                | singel      | David Nalbandian 6:3, 6:4      | Philipp Petzschner 3:6, 6:3, 6:4             | John Isner 5:7, 6:7(14)                        | → Nie awansował                              | → Nie awansował      | → Nie awansował                | Miejsca 9-16.  |
| Viktor Troicki                  | singel      | Nicolás Almagro 4:6, 6:7(3)    | → Nie awansował                              | → Nie awansował                                | → Nie awansował                              | → Nie awansował      | → Nie awansował                | Miejsca 33-64. |
| Janko Tipsarević Nenad Zimonjić | debel       |                                | Martin Kližan Lukáš Lacko 6:3, 6:3           | Daniel Nestor Vasek Pospisil 6:4, 6:7(5), 11:9 | Julien Benneteau Richard Gasquet 4:6, 6:7(3) | → Nie awansowali     | → Nie awansowali               | Miejsca 5-8.   |
| Novak Đoković Viktor Troicki    | debel       |                                | Johan Brunström Robert Lindstedt 6:7(8), 3:6 | → Nie awansowali                               | → Nie awansowali                             | → Nie awansowali     | → Nie awansowali               | Miejsca 17-32. |

Gra mieszana
| Zawodnicy                   | Konkurencja | 1/32             | 1/16             | 1/8                               | Ćwierćfinał      | Półfinał         | Finał            | Finał         |
| Zawodnicy                   | Konkurencja | Przeciwnik Wynik | Przeciwnik Wynik | Przeciwnik Wynik                  | Przeciwnik Wynik | Przeciwnik Wynik | Przeciwnik Wynik | Pozycja       |
| --------------------------- | ----------- | ---------------- | ---------------- | --------------------------------- | ---------------- | ---------------- | ---------------- | ------------- |
| Ana Ivanović Nenad Zimonjić | mikst       |                  |                  | Sania Mirza Leander Paes 2:6, 4:6 | → Nie awansowali | → Nie awansowali | → Nie awansowali | Miejsca 9-16. |

### Wioślarstwo
Mężczyźni
| Zawodnik                                            | Konkurencja | Eliminacje | Eliminacje | Repesaż | Repesaż | Półfinały | Półfinały | Finał A/B                         | Finał A/B                         | Miejsce |
| Zawodnik                                            | Konkurencja | Czas       | M.         | Czas    | M.      | Czas      | M.        | Czas                              | M.                                | Miejsce |
| --------------------------------------------------- | ----------- | ---------- | ---------- | ------- | ------- | --------- | --------- | --------------------------------- | --------------------------------- | ------- |
| Nenad Beđik Nikola Stojić                           | M2-         | 6:23,87    | 4.         | 6:26,61 | 2.      | 7:07,78   | 6.        | → Nie stanęli na starcie finału B | → Nie stanęli na starcie finału B | 12.     |
| Radoje Đerić Goran Jagar Miloš Vasić Miljan Vuković | M4-         | 5:53,35    | 5.         | 6:01,97 | 1.      | 6:07,41   | 6.        | 6:11,94                           | 4.(B)                             | 10.     |

### Zapasy
Mężczyźni – styl klasyczny
| Zawodnik              | Konkurencja | Kwalifikacje            | 1/8              | Ćwierćfinał      | Półfinał         | Repesaż 1        | Repesaż 2        | Finał            | Finał   |
| Zawodnik              | Konkurencja | Przeciwnik Wynik        | Przeciwnik Wynik | Przeciwnik Wynik | Przeciwnik Wynik | Przeciwnik Wynik | Przeciwnik Wynik | Przeciwnik Wynik | Pozycja |
| --------------------- | ----------- | ----------------------- | ---------------- | ---------------- | ---------------- | ---------------- | ---------------- | ---------------- | ------- |
| Aleksandar Maksimowić | −66 kg      | Darchan Bajachmetow 0-3 | → Nie awansował  | → Nie awansował  | → Nie awansował  | → Nie awansował  | → Nie awansował  | → Nie awansował  | 16.     |